# ويليام إس. ارتشر
ويليام إس. ارتشر (بالإنجليزية: William S. Archer)‏ هو محامي وسياسي أمريكي، ولد في 5 مارس 1789 في مقاطعة أميليا في الولايات المتحدة، وتوفي بنفس المكان في 28 مارس 1855. حزبياً، نشط في الحزب الجمهوري الديمقراطي والحزب الديمقراطي. وقد انتخب عضو مجلس نواب الولايات المتحدة عن ولاية فرجينيا وانتخب عضو مجلس النواب الأمريكي وانتخب عضو مجلس الشيوخ الأمريكي.